# Anna Hutsol
Anna Hutsol (på ukrainska: Ганна Василівна Гуцол, på ryska: Анна Васильевна Гуцол), född 16 oktober 1984 i Murmansk[källa behövs] i Ryska SSR i Sovjetunionen, är en rysk feministisk aktivist och medgrundare av Femen.

## Biografi
Hutsol, vars familj har judisk bakgrund, föddes i Ryssland, men flyttade 1991 till Ukraina med sina föräldrar. Hon studerade sociologi och ekonomi och var en tid assistent till schlagersångerskan Tina Karol.
Hutsol grundade Femen år 2008 sedan hon uppmärksammat berättelser om hur ukrainska kvinnor blivit duperade av falska löften från utlandet och för att hon identifierat ett allmänt behov av kvinnligt samhällsengagemang i Ukraina.
Hutsol har berättat att de erfarenheter hon fått genom arbetet med Tina Karol har varit till hjälp för Femens "public relations". Deras val av metod avser att skapa uppmärksamhet i massmedia. Femen började med protester mot prostitution i Ukraina men har breddat agendan till både kvinnors rättigheter och mänskliga rättigheter i Ukraina och övriga världen.
I januari 2011 ville Hutsol få representation för Femen i Verchovna Rada. Femen deltog dock inte i Ukrainas parlamentsval 2012.
Den 16 november 2012 greps Hutsol av Rysslands federala säkerhetstjänst vid Pulkovo-flygplatsen i Sankt Petersburg och avvisades från Ryssland. Hon tvingades resa tillbaka till Paris, som hon hade kommit ifrån. 2013 flydde Oleksandra Sjevtjenko och flera andra Femen-medlemmar från Ukraina. Hutsol sökte asyl i Schweiz 2013 men fick avslag 2014.

## Filmografi
- "Nos seins, nos armes!" (Våra bröst, våra vapen!), dokumentärfilm av Caroline Fourest och Nadia El Fani, 2013.[19]
- "Everyday Rebellion", dokumentärfilm av Arash T. Riahi och Arman Riahi, 2013.
- Ukraine Is Not a Brothel
- "Je Suis Femen" (Jag Är Femen), 2014, dokumentärfilm, av Alain Margot.[20]